# Euphronarcha disperdita
Euphronarcha disperdita là một loài bướm đêm trong họ Geometridae.